# Танкова, Адель
Адель Танкова (ивр. אדל טנקובה‎; род. 22 мая 2000, Днепропетровск) — израильская фигуристка, в настоящее время выступающая в танцах на льду.
Она представляла свою страну на зимних Олимпийских играх 2018 года с Рональдом Зильбербергом в танцах на льду и в командных соревнованиях в Пхенчхане. До 2016 выступала в парном катании.

## Биография
Танкова родилась в Днепропетровске и по происхождению является еврейкой. Адель проживает в Хакенсаке.

## Карьера
Танкова начала кататься на коньках в 2004 году и выступала в парном катании. Ее бывшим партнером был Евгений Краснопольский. Затем она стала выступать в танцах на льду, её нынешний партнер — Рональд Зильберберг, с которым она начала кататься с 2016 года. Ее тренер и хореограф — Галит Чайт.
В 2017/2018 году танцевальная пара выиграла национальный чемпионат Израиля и заняла 28-е место на чемпионате Европы в Москве.
Танкова и Зильберберг выступали за Израиль на зимних Олимпийских играх 2018 года в соревнованиях танцоров и в командных соревнованиях. В коротком танце личного турнира они набрали 46,66 баллов и не прошли в финальную часть, заняв 24-е место.